# 암흑가의 지배자
"암흑가의 지배자"는 1969년 공개된 대한민국의 영화이다.

## 배역
- 박노식 : 박지훈 역
- 이대엽 : 가쓰오 역
- 남정임 : 선아 역
- 이예춘
- 최봉
- 사미자
- 최인숙 : 히스코 역
- 최창호
- 황백
- 장훈
- 이철
- 김신재
- 임해림
- 황인철
- 이예성
- 최무웅
- 추봉